# Menhir von Räther
Der Menhir von Räther (auch „Der Bauer“, „Der Lange Stein“, „Aufrechter Stein“ oder „Schäferstein“ genannt) ist ein aus der Jungsteinzeit stammender Menhir in Räther, einem Ortsteil der Gemeinde Salzatal im Saalekreis in Sachsen-Anhalt. In der Neuzeit wurde er als Nagelstein verwendet.

## Lage und Beschreibung
Der Menhir steht etwa 300 m südlich von Räther an einem Feldweg und markiert die Grenze zwischen Räther und Höhnstedt. Etwa 1 km westlich befinden sich die Viersteine von Krimpe und 2,7 km südöstlich der Menhir von Höhnstedt („Hexenstein“).
Der Stein besteht aus Braunkohlenquarzit. Er ist plattenförmig und läuft nach oben spitz zu. Er hat eine Höhe von 148 cm, eine Breite von 80 cm und eine Dicke von 50 cm. Seine Breitseiten sind nord-südlich orientiert und weisen zahlreiche Nägel auf. Auf der Nordseite sind diese krumm geschlagen.

## Der Menhir von Räther  in regionalen Sagen
Der Menhir von Räther wurde offenbar nachträglich in eine Sage über die benachbarten Viersteine von Krimpe eingebunden. Über deren Herkunft wird behauptet, dass einst ein Kutscher mit einem von vier Pferden gezogenen Wagen bei Tauwetter stecken blieb. Trotz aller Anstrengungen gelang es den Pferden nicht, den Wagen fortzubewegen. Da fing der Kutscher an zu fluchen und wünschte, der Teufel möge sie alle in Stein verwandeln. Kaum hatte er dies ausgesprochen, da brach ein Gewitter los und Pferde, Wagen und Kutscher wurden zu Stein. Bei Nacht soll man bei den Steinen noch ein Brausen, Schreien und das Schnauben der Pferde hören können. Der versteinerte Kutscher wird gelegentlich mit dem Menhir von Räther identifiziert.